# Dacnis de coroneta blava
La dacnis de coroneta blava (Dacnis lineata) és un ocell de la família dels tràupid (Thraupidae).

## Hàbitat i distribució
Habita la selva pluvial, clars, vegetació secundària i sabanes de les terres baixes des del sud-est de Colòmbia, sud de Veneçuela i Guaiana, cap al sud, a través de l'oest i est de l'Equador i est del Perú fins al nord de Bolívia i Brasil amazònic.